# Dasylistroscelis neivai
Dasylistroscelis neivai is een rechtvleugelig insect uit de familie Gryllacrididae. De wetenschappelijke naam van deze soort is voor het eerst geldig gepubliceerd in 1940 door Mello-Leitão.